# Sociaux-démocrates d'Åland
Les Sociaux-démocrates d'Åland (en suédois : Ålands Socialdemokrater) est un parti politique social-démocrate ålandais, fondé en 1971.
Entre 2011 et 2015, le landtråd (Premier ministre) d'Åland est la présidente du parti, Camilla Gunell.

## Histoire électorale
| Année   | 1979 | 1983 | 1987 | 1991 | 1995 | 1999 | 2003 | 2007 | 2011 | 2015 | 2019 |
| ------- | ---- | ---- | ---- | ---- | ---- | ---- | ---- | ---- | ---- | ---- | ---- |
| Députés | 3    | 5    | 4    | 4    | 4    | 3    | 6    | 3    | 6    | 5    | 3    |